# Little Bay (Nouvelle-Galles du Sud)
Little Bay est une banlieue du sud-est de Sydney, dans l'État de Nouvelle-Galles du Sud, en Australie. Little Bay est situé à 14 kilomètres au sud-est du quartier central des affaires de Sydney et fait partie de la zone du gouvernement local de la ville de Randwick.
Little Bay est une banlieue côtière, au nord de Botany Bay. La banlieue tire son nom de la formation géographique appelée Little Bay, qui dispose également d'une petite plage. L'hôpital Prince Henry était un amer remarquable autrefois situé à Little Bay.